# Iaroslavîci, Mlîniv
Iaroslavîci (în ucraineană Ярославичі) este localitatea de reședință a comunei Iaroslavîci din raionul Mlîniv, regiunea Rivne, Ucraina.

## Demografie
Componența lingvistică a localității Iaroslavîci
     Ucraineană (99,82%)
     Alte limbi (0,18%)
Conform recensământului din 2001, majoritatea populației localității Iaroslavîci era vorbitoare de ucraineană (99,82%), existând în minoritate și vorbitori de alte limbi.